# Project Qualidea
Project Qualidea (プロジェクト・クオリディア Purojekuto Kuoridia?) es un proyecto multimedia japonés co-publicado por la imprenta Dash X Bunko de Shūeisha, la imprenta Fujimi Fantasia Bunko de Fujimi Shobo, la imprenta MF Bunko J de Media Factory, la imprenta Gagaga Bunko de Shogakukan, y la revista Jump Square de Shueisha. El concepto original fue desarrollado por Marvelous y una unidad de escritores de tres personas conocidas como Speakeasy compuesta por Kōshi Tachibana, Sō Sagara y Wataru Watari. Fue publicado en 2015 con varias novelas ligeras, y un manga fue serializado en Jump Square desde septiembre hasta diciembre de 2016. Un anime, titulado Qualidea Code (クオリディア・コード Kuoridia Kōdo?), producido por A-1 Pictures y dirigido por Kenichi Kawamura, se emitió entre el 9 de julio y el 24 de septiembre de 2016.

## Sinopsis
La historia toma lugar en un mundo donde la humanidad está en una guerra contra un enemigo llamado "UNKNOWN". Los niños que fueron evacuados a una facultad de sueño criogénico durante la invasión de "UNKNOWN" varias décadas atrás despertaron de su sueño y descubrieron que sus cuerpos han desarrollado habilidades sobrenaturales llamados World. Para proteger Japón de "UNKNOWN" que emerge del puente de la bahía de Tokio, los chicos y chicas tienen que entrar en combate para defender las ciudades de Tokio, Kanagawa, y Chiba.

## Personajes

### Principales
Ichiya Suzaku (朱雀 壱弥 Suzaku Ichiya?)
Seiyū: Sōma Saitō
El protagonista principal de la novela "Sonna Sekai wa Kowashiteshimae" y del anime. Él es un estudiante representante de Tokio. Él es una persona con gran confianza y subestima a los otros, pero probablemente se debe a que tiene terribles habilidades de conversación. Él muestra respeto hacia los adultos ya que la gente mayor lo ha ayudado desde su infancia. Su rango es 4, y él piensa que los rangos son muy importantes. Su World es manipular la gravedad, a la cual él apoda "Free Gravity".
Canaria Utara (宇多良 カナリア Utara Kanaria?)
Seiyū: Yui Ishikawa
Una estudiante de Tokio. La amiga de la infancia de Ichiya quien es en realidad mayor que él, pero debido a que llegó un año tarde a su sueño criogénico, ahora su edad es la misma que la de Ichiya. Ella le llama a Ichiya "Icchan" como una muestra de afecto. Ella es la única cuyo bastón no puede volar, lo cual hace que siempre sea cargada por otro estudiante siempre que están en una batalla. Su World es revitalización, la cual es llamada "Heart Warming" por Ichiya.
Asuha Chigusa (千種 明日葉 Chigusa Asuha?)
Seiyū: Chika Anzai
Una estudiante de Chiba y la hermana menor de Kasumi. Su World le permite utilizar dos pistolas una congelante y otra incineradora también involucra controlar el movimiento de los objetos.
Kasumi Chigusa (千種 霞 Chigusa Kasumi?)
Seiyū: Yūma Uchida
Kasumi es el protagonista de la novela "Dōdemo Ii Sekai Nante". Él es un estudiante representante de Chiba, él es el hermano mayor de Asuha la cual lo llama "Onii". Siempre está peleando con Ichiya, esto de acuerdo a su hermana es porque "él solo puede hablar con gente respondiéndoles con pocas palabras", lo cual también es la razón de porque no aguanta a Canaria. Su World es un sistema de búsqueda. Él usualmente toma la posición de tirador.
Maihime Tenkawa (天河 舞姫 Tenkawa Maihime?)
Seiyū: Aoi Yūki
Maihime es la protagonista de la novela "Itsuka Sekai o Sukū Tame ni". Una estudiante representante de Kanagawa con una personalidad cuidadosa y un poco infantil. Ella tiene poderes divinos, pero a veces no tiene control sobre ellos.
Hotaru Rindō (凛堂 ほたる Rindō Hotaru?)
Seiyū: Ayaka Fukuhara
Una estudiante representante de Kanagawa. Ella admira a su amiga de la infancia Maihime, a la cual llama "Hime", al punto de que no puede soportar los momentos donde no está con Maihime. Su World es contacto visual.

### Otros
Aoi Yaegaki (八重垣 青生 Yaegaki Aoi?)
Seiyū: Sora Amamiya
Una estudiante de Kanagawa. Ella también es la administradora de los estudiantes cuyo World es exparcir cualquier cosa en una amplia área.
Kyūtoku Asanagi (朝凪 求得 Asanagi Kyūtoku?)
Seiyū: Hiroaki Hirata
Airi Yunami (夕浪 愛離 Yunami Airi?)
Seiyū: Mamiko Noto
Zakuro Otonashi (音無 柘榴 Otonashi Zakuro?)
Seiyū: Shiori Izawa
Ginko Sajihara (佐治原 銀呼 Sajihara Ginko?)
Seiyū: Natsumi Fujiwara
Mahiru Ookuni (大國 真昼 Ookuni Mahiru?)
Seiyū: Sayaka Ohara

## Media

### Novela ligera
Hay cuatro series de novelas ligeras de Project Qualidea escritas por diferentes autores.

#### Kuzu to Kinka no Qualidea
La primera serie es Kuzu to Kinka no Qualidea (クズと金貨のクオリディア?), escrita por Sō Sagara y Wataru Watari, e ilustrada por Saboten. Shueisha publicó el primer volumen el 23 de enero de 2015.

#### Itsuka Sekai o Sukū Tame ni -Qualidea Code-
La segunda serie es Itsuka Sekai o Sukū Tame ni -Qualidea Code- (いつか世界を救うために -クオリディア・コード-?), escrita por Kōshi Tachibana e ilustrada por Kiyotaka Haimura. Fujimi Shobo ha publicado dos volúmenes entre el 18 de julio de 2015 y el 20 de enero de 2016.

#### Sonna Sekai wa Kowashiteshimae -Qualidea Code-
La tercera serie es Sonna Sekai wa Kowashiteshimae -Qualidea Code- (そんな世界は壊してしまえ ‐クオリディア・コード‐?), escrita por Sō Sagara e ilustrada por Kantoku. Media Factory ha publicado dos volúmenes entre el 23 de octubre de 2015 y el 24 de junio de 2016.

#### Dōdemo Ii Sekai Nante -Qualidea Code-
La cuarta serie es Dōdemo Ii Sekai Nante -Qualidea Code- (どうでもいい 世界なんて ‐クオリディア・コード‐?), escrita por Wataru Watari e ilustrada por Saitom. Shogakukan ha publicado dos volúmenes entre el 20 de julio de 2016 y el 18 de enero de 2017.

### Manga
Un manga ilustrado por Speakeasy (Kōshi Tachibana, Sō Sagara y Wataru Watari) fue serializado en Jump Square desde septiembre hasta diciembre de 2016. Fue compilado en 1 volumen tankōbon.

#### Lista de volúmenes
| Núm. | Fecha de publicación   | ISBN                   |
| ---- | ---------------------- | ---------------------- |
| 1    | 7 de diciembre de 2016 | ISBN 978-4-08-880870-3 |

### Anime
Una serie de anime titulada Qualidea Code (クオリディア・コード Kuoridia Kōdo?), producida por A-1 Pictures y dirigida por Kenichi Kawamura, se emitió entre el 9 de julio y el 24 de septiembre de 2016. El guion es escrito por Speakeasy. Hisayuki Tabata baso el diseño de los personajes usados en el anime en los diseños originales de Matsuryu. La música es compuesta por Taku Iwasaki. El opening es "Brave Freak Out" interpretado por LiSA, mientras que el primer ending es "Gravity" interpretado por ClariS, y el segundo es "Yakusoku -Promise code-" (約束 -Promise code-, lit. Promesa -Código promesa-) interpretado por Garnidelia.

#### Lista de episodios
| #  | Título                                                                               | Estreno                  |
| -- | ------------------------------------------------------------------------------------ | ------------------------ |
| 1  | «Sobreviviendo a la gloria del mundo» «Zanzon sekai no Guroria» (残存世界のグロリア) | 10 de julio de 2016      |
| 2  | «Caricatura azul oscuro» «Konpeki no Karikachua» (紺碧のカリカチュア)                | 17 de julio de 2016      |
| 3  | «Aria del silencio» «Shinkan no Aria» (森閑のアリア)                                 | 24 de julio de 2016      |
| 4  | «Canario en la mina de carbón» «Tankō no Kanaria» (炭鉱のカナリア)                   | 31 de julio de 2016      |
| 5  | «La regalía de la pequeña princesa» «Shōkōjo no Regaria» (小公女のレガリア)          | 7 de agosto de 2016      |
| 6  | «Salvación de la memoria» «Guze no Memoria» (救世のメモリア)                         | 14 de agosto de 2016     |
| 7  | «Paranoia del rescate» «Kyūsai no Paranoia» (救済のパラノイア)                       | 21 de agosto de 2016     |
| 8  | «Qualia inverso» «Hanten no Kuoria» (反転のクオリア)                                 | 28 de agosto de 2016     |
| 9  | «Idea rompe celdas» «Han goku no Idea» (反獄のイデア)                                | 3 de septiembre de 2016  |
| 10 | «Folklore de la nota compuesta» «Fukuin no Fōkuroa» (福音のフォークロア)             | 10 de septiembre de 2016 |
| 11 | «Familia bipolar» «Sōkyoku Famiria» (双極ファミリア)                                 | 17 de septiembre de 2016 |
| 12 | «Qualidea del mundo brillante» «Sanzen Sekai no Kuoridia» (燦然世界のクオリディア)   | 24 de septiembre de 2016 |